# Associazione Calcio Femminile Milan 2002-2003
Questa voce raccoglie le informazioni riguardanti l'Associazione Calcio Femminile Milan nelle competizioni ufficiali della stagione 2002-2003.

## Divise e sponsor
| 1ª divisa |  | 2ª divisa |  | 3ª divisa |

## Rosa
Rosa aggiornata all'inizio della stagione.
| N. |                   | Ruolo | Calciatrice        |
| -- | ----------------- | ----- | ------------------ |
|    | Italia (bandiera) | P     | Monica Di Bernardo |
|    | Italia (bandiera) | D     | Elisa Blanc        |
|    | Italia (bandiera) | D     | Manuela Chiadò     |
|    | Italia (bandiera) | D     | Veronica Ferraro   |
|    | Italia (bandiera) | D     | Marinella Piolanti |
|    | Italia (bandiera) | D     | Sonia Quitadamo    |
|    | Italia (bandiera) | D     | Francesca Valetto  |
|    | Italia (bandiera) | D     | Luana Zago         |
|    | Italia (bandiera) | C     | Emanuela Celentano |
|    | Italia (bandiera) | C     | Cristina Dentamaro |
|    | Italia (bandiera) | C     | Gaia Tombolini     |

| N. |                      | Ruolo | Calciatrice         |
| -- | -------------------- | ----- | ------------------- |
|    | Italia (bandiera)    | C     | Samantha Trivè      |
|    | Italia (bandiera)    | C     | Daniela Turra       |
|    | Italia (bandiera)    | A     | Alice Lidia Cama    |
|    | Italia (bandiera)    | A     | Antonella Carta     |
|    | Italia (bandiera)    | A     | Rosaria Iannuzzelli |
|    | Finlandia (bandiera) | A     | Rosa Lappi-Seppälä  |
|    | Italia (bandiera)    | A     | Sandra Pierazzuoli  |
|    | Italia (bandiera)    | A     | Roberta Rosso       |
|    | Italia (bandiera)    | A     | Nicole Scarabello   |
|    | Italia (bandiera)    | A     | Roberta Ulivi       |
|    | Italia (bandiera)    | A     | Annalisa Zambetta   |

## Calciomercato

### Sessione estiva
| Acquisti | Acquisti           | Acquisti    | Acquisti   |
| R.       | Nome               | da          | Modalità   |
| -------- | ------------------ | ----------- | ---------- |
| A        | Rosa Lappi-Seppälä | Fiammamonza | svincolata |

| Cessioni | Cessioni | Cessioni | Cessioni |
| R.       | Nome     | a        | Modalità |
| -------- | -------- | -------- | -------- |
|          |          |          |          |

## Risultati

### Serie A

#### Girone di andata
| Arbitro: | Spinelli (Bari) |

|                                |           |  |
| Parejo 59’ Colasuonno 77’, 89’ | Marcatori |  |

| Calmasino, Bardolino 13 ottobre 2002, ore 15:30 CEST 3ª giornata | Bardolino | 2 – 0 | ACF Milan | Stadio comunale Belvedere |

| 2 novembre 2002, ore 14:30 CET 6ª giornata | ACF Milan | 2 – 3 | Torino |  |

| Agliana 9 novembre 2002, ore 14:30 CEtT 7ª giornata     | Agliana   | 1 – 1 referto | ACF Milan | Stadio comunale Germano Bellucci |
| \| \| \| \| \| Ugolini 83’ \| Marcatori \| 42’ Carta \| |           |               |           |                                  |
|                                                         |           |               |           |                                  |
| Ugolini 83’                                             | Marcatori | 42’ Carta     |           |                                  |

| Monza 23 novembre 2002, ore 15:00 CET 9ª giornata | Fiammamonza | 1 – 0 | ACF Milan | Stadio Gino Alfonso Sada |

| 14 dicembre 2002, ore 14:30 CET 12ª giornata                     | ACF Milan | 2 – 0 referto | Lucca 7 |  |
| \| \| \| \| \| Ulivi 46’ Ferracini 55’ (rig.) \| Marcatori \| \| |           |               |         |  |
|                                                                  |           |               |         |  |
| Ulivi 46’ Ferracini 55’ (rig.)                                   | Marcatori |               |         |  |

| Tavagnacco 6 gennaio 2003, ore 14:30 CET 13ª giornata | Letti Cosatto Tavagnacco | 2 – 2 | ACF Milan | Stadio comunale |

#### Girone di ritorno
| Arbitro: | Riina (Catania) |

|  |           |                          |
|  | Marcatori | 7’, 61’ Parejo 22’ Conti |

| 22 febbraio 2003, ore 14:30 CET 19ª giornata | Torino | 1 – 3 | ACF Milan |  |

| Arbitro: | Mottadelli (Seregno) |

|           |           |                             |
| Carta 86’ | Marcatori | 61’, 69’ Novelli 90+1’ Tona |

| 3 maggio 2003, ore 16:00 CEST 25ª giornata                                               | Lucca 7   | 3 – 3 referto               | ACF Milan |  |
| \| \| \| \| \| Fiorini 17’, 39’ Bruno 89’ \| Marcatori \| 23’ Ulivi 38’, 77’ Zambetta \| |           |                             |           |  |
|                                                                                          |           |                             |           |  |
| Fiorini 17’, 39’ Bruno 89’                                                               | Marcatori | 23’ Ulivi 38’, 77’ Zambetta |           |  |

| 10 maggio 2003, ore 16:00 CEST 26ª giornata | ACF Milan        | 0 – 0 referto | Letti Cosatto Tavagnacco | \| Arbitro: \| Degrà (Vigevano) \| |
| Arbitro:                                    | Degrà (Vigevano) |               |                          |                                    |

### Coppa Italia
| 8 settembre 2002, ore 16:00 CEST Terza fase | Vigor Senigallia | 1 – 2 | ACF Milan |  |

| 27 febbraio 2003, ore 14:30 CET Ottavi di finale - Andata | Como 2000 | 0 – 3 | ACF Milan |  |

| 22 marzo 2003, ore 15:00 CET Ottavi di finale - Ritorno | ACF Milan | 1 – 0 | Como 2000 |  |

| Arbitro: | Paganesi (Bergamo) |

|             |           |            |
| Seppala 55’ | Marcatori | 30’ Parejo |

| 1º maggio 2003, ore 16:00 CEST Quarti di finale - Ritorno             | Torres Terra Sarda | 3 – 1 referto | ACF Milan |  |
| \| \| \| \| \| Conti 30’ Parejo 2t’, 60’ \| Marcatori \| 2t’ Carta \| |                    |               |           |  |
|                                                                       |                    |               |           |  |
| Conti 30’ Parejo 2t’, 60’                                             | Marcatori          | 2t’ Carta     |           |  |

## Statistiche

### Statistiche di squadra
| Competizione | Punti | In casa | In casa | In casa | In casa | In casa | In casa | In trasferta | In trasferta | In trasferta | In trasferta | In trasferta | In trasferta | Totale | Totale | Totale | Totale | Totale | Totale | DR  |
| Competizione | Punti | G       | V       | N       | P       | Gf      | Gs      | G            | V            | N            | P            | Gf           | Gs           | G      | V      | N      | P      | Gf     | Gs     | DR  |
| ------------ | ----- | ------- | ------- | ------- | ------- | ------- | ------- | ------------ | ------------ | ------------ | ------------ | ------------ | ------------ | ------ | ------ | ------ | ------ | ------ | ------ | --- |
| Serie A      | 24    | 13      | 3       | 3       | 7       | -       | -       | 13           | 3            | 3            | 7            | -            | -            | 26     | 6      | 6      | 14     | 32     | 53     | -21 |
| Coppa Italia | -     | 2       | 1       | 1       | 0       | 2       | 1       | 3            | 2            | 0            | 1            | 6            | 4            | 5      | 3      | 1      | 1      | 8      | 5      | +3  |
| Totale       | -     | 15      | 4       | 4       | 7       | -       | -       | 16           | 5            | 3            | 8            | -            | -            | 31     | 9      | 7      | 15     | 40     | 58     | -18 |

### Andamento in campionato
| Giornata  | 1 | 2 | 3 | 4 | 5 | 6 | 7 | 8 | 9 | 10 | 11 | 12 | 13 | 14 | 15 | 16 | 17 | 18 | 19 | 20 | 21 | 22 | 23 | 24 | 25 | 26 |
| --------- | - | - | - | - | - | - | - | - | - | -- | -- | -- | -- | -- | -- | -- | -- | -- | -- | -- | -- | -- | -- | -- | -- | -- |
| Luogo     | T | C | T | C | T | C | T | C | T | C  | T  | C  | T  | C  | T  | C  | T  | C  | T  | C  | T  | C  | T  | C  | T  | C  |
| Risultato | P | V | P | N | V | P | N | P | P | P  | P  | V  | N  | P  | V  | P  | P  | N  | V  | P  | P  | P  | P  | V  | N  | N  |
| Posizione |   |   |   | 9 |   |   |   |   |   |    |    |    |    |    |    |    |    |    |    |    |    |    |    | 10 |    | 8  |

Legenda:

Luogo: C = Casa; T = Trasferta. Risultato: V = Vittoria; N = Pareggio; P = Sconfitta.

### Statistiche delle giocatrici
| Giocatore        | Serie A  | Serie A | Serie A     | Serie A    | Coppa Italia | Coppa Italia | Coppa Italia | Coppa Italia | Totale   | Totale | Totale      | Totale     |
| Giocatore        | Presenze | Reti    | Ammonizioni | Espulsioni | Presenze     | Reti         | Ammonizioni  | Espulsioni   | Presenze | Reti   | Ammonizioni | Espulsioni |
| ---------------- | -------- | ------- | ----------- | ---------- | ------------ | ------------ | ------------ | ------------ | -------- | ------ | ----------- | ---------- |
| E. Blanc         | ?        | ?       | ?           | ?          | ?            | ?            | ?            | ?            | ?        | ?      | ?           | ?          |
| A. Cama          | ?        | ?       | ?           | ?          | ?            | ?            | ?            | ?            | ?        | ?      | ?           | ?          |
| A. Carta         | ?        | ?       | ?           | ?          | ?            | ?            | ?            | ?            | ?        | ?      | ?           | ?          |
| E. Celentano     | ?        | ?       | ?           | ?          | ?            | ?            | ?            | ?            | ?        | ?      | ?           | ?          |
| M. Chiadò        | ?        | ?       | ?           | ?          | ?            | ?            | ?            | ?            | ?        | ?      | ?           | ?          |
| C. Dentamaro     | ?        | ?       | ?           | ?          | ?            | ?            | ?            | ?            | ?        | ?      | ?           | ?          |
| M. Di Bernardo   | ?        | ?       | ?           | ?          | ?            | ?            | ?            | ?            | ?        | ?      | ?           | ?          |
| T. Ferraro       | ?        | ?       | ?           | ?          | ?            | ?            | ?            | ?            | ?        | ?      | ?           | ?          |
| R. Iannuzzelli   | ?        | ?       | ?           | ?          | ?            | ?            | ?            | ?            | ?        | ?      | ?           | ?          |
| R. Lappi-Seppälä | ?        | ?       | ?           | ?          | ?            | ?            | ?            | ?            | ?        | ?      | ?           | ?          |
| S. Pierazzuoli   | ?        | ?       | ?           | ?          | ?            | ?            | ?            | ?            | ?        | ?      | ?           | ?          |
| M. Piolanti      | ?        | ?       | ?           | ?          | ?            | ?            | ?            | ?            | ?        | ?      | ?           | ?          |
| S. Quitadamo     | ?        | ?       | ?           | ?          | ?            | ?            | ?            | ?            | ?        | ?      | ?           | ?          |
| R. Rosso         | ?        | ?       | ?           | ?          | ?            | ?            | ?            | ?            | ?        | ?      | ?           | ?          |
| N. Scarabello    | ?        | ?       | ?           | ?          | ?            | ?            | ?            | ?            | ?        | ?      | ?           | ?          |
| G. Tombolini     | ?        | ?       | ?           | ?          | ?            | ?            | ?            | ?            | ?        | ?      | ?           | ?          |
| S. Trivè         | ?        | ?       | ?           | ?          | ?            | ?            | ?            | ?            | ?        | ?      | ?           | ?          |
| D. Turra         | ?        | ?       | ?           | ?          | ?            | ?            | ?            | ?            | ?        | ?      | ?           | ?          |
| R. Ulivi         | ?        | ?       | ?           | ?          | ?            | ?            | ?            | ?            | ?        | ?      | ?           | ?          |
| F. Valetto       | ?        | ?       | ?           | ?          | ?            | ?            | ?            | ?            | ?        | ?      | ?           | ?          |
| L. Zago          | ?        | ?       | ?           | ?          | ?            | ?            | ?            | ?            | ?        | ?      | ?           | ?          |
| A. Zambetta      | ?        | ?       | ?           | ?          | ?            | ?            | ?            | ?            | ?        | ?      | ?           | ?          |